# Tranquil Lake
Tranquil Lake är en sjö i Antarktis. Den ligger i Sydorkneyöarna. Argentina och Storbritannien gör anspråk på området. Tranquil Lake ligger 120 meter över havet. Den ligger på ön Signy. Tranquil Lake ligger vid sjön Spirogyra Lake.
I övrigt finns följande vid Tranquil Lake:
- Spirogyra Lake (en sjö)
- Tranquil Valley (en dal)